# 686
686(육백팔십육)은 685보다 크고 687보다 작은 자연수다.

## 수학
- 합성수로, 그 약수는 1, 2, 7, 14, 49, 98, 343, 686이다. 진약수의 합은 514이므로, 686은 부족수다.
- 회문수다.
- {\displaystyle 686=7^{2}+14^{2}+21^{2}}
  - 공차가 7인 세 자연수의 제곱합으로 나타낼 수 있는 수다. 이 성질을 지닌 앞의 수는 605, 다음 수는 773이다.
  - 연속하는 세 개의 {\displaystyle 7n}({\displaystyle n}은 자연수)의 제곱합으로 나타낼 수 있는 가장 작은 수다. 이 성질을 지닌 다음 수는 1421이다.
- {\displaystyle 19^{6}-1}은 686으로 나누어떨어진다.

## 과학·기술
- NGC 686: 고래자리 방향에 있는 은하.
- 글리제 686(영어판): 허큘리스자리 방향에 있는 항성.
- 686 게르주인트(영어판): 소행성.
- 스미스 & 웨슨 모델 686(영어판): 스미스 & 웨슨의 권총.
- 코스모스 686호(영어판): 소련의 인공위성.

## 교통
- 현도 제686호선

## 문화유산
- 대한민국의 보물 제686호: 대방광불화엄경 진본 권28

## 기타
- 연도: 686년, 기원전 686년